# Šrobárová
Šrobárová (Hongaars:Szilasháza) is een Slowaakse gemeente in de regio Nitra, en maakt deel uit van het district Komárno.
Šrobárová telt 487 inwoners. Het is gelegen om 19 kilometer van de districtshoofdstad Komárno. 

## Geschiedenis
Het voormalige Hongaarse gebied kwam in 1920 in handen van Tsjecho-Slowakije. In 1921 werd in het kader van de landbezithervorming een nieuwe nederzetting gepland met Slowaakse bewoners. Eerst werden de gearriveerde Slowaken opgevangen in de agrarische gebouwen, in 1923 werden de eerste huizen gebouwd. In 1930 woonden er al ruim 500 mensen. In 1938 werd het gebied terug in Hongaarse handen gebracht. In 1945 kreeg Tsjecho-Slowakije de regio weer in handen. 